# 承宮
承宮（？年—76年），字少子，琅琊郡姑幕（今山東省日照市）人。東漢侍中祭酒。

## 生平

### 拾薪求學
承宮年少時就成了孤兒，八歲時為人牧豬。鄉里的徐子盛，精通《春秋經》，教授學生數百人，承宮從學舍經過，聽見徐子盛講經書，於是棄豬請求留在徐子盛門下學習。承宮為學生們拾柴苦幹多年，勤學不倦。熟讀深研典籍後，就回鄉開始授課。後來天下大亂，承宮帶學生們避亂漢中，與妻子到了蒙陰山，努力耕種。莊稼快成熟時，有人來說那地是他的，承宮不計較，把地讓給他就離開了，此事讓他出了名。三府都要招他去做官，承宮沒有接受。

### 仕宦生涯
永平中，承宮受公車徵召，車駕臨太學，召見承宮，拜為博士，遷左中郎將。承宮多次進忠言，闡述政見準確而切合實際，朝臣都懼其氣節操守，承宮的名聲甚至傳入匈奴處。當時北單于派遣使者求見承宮，漢顯宗指示承宮要他整理衣冠好好打扮，承宮說：『夷狄眩惑臣的虛名，並非真正知道臣是怎樣的人。臣容貌醜陋，難登大雅，應當選有威容的人接見。』於是漢顯宗改派大鴻臚魏應代替他。
永平十七年（公元74年），承宮被任命為侍中祭酒。
建初元年（公元76年）承宮逝世，漢肅宗感歎不已，賜給承宮墓地。承宮妻上書請求讓承宮歸葬鄉裏，另賞賜錢三十萬。

## 延伸阅读
[在维基数据编辑]
 《後漢書·卷27》，出自范晔《後漢書》
 《東觀漢記》